# SV Holzwickede
Die Spielvereinigung Holzwickede war ein Fußballverein aus der in der Nähe von Dortmund gelegenen Gemeinde Holzwickede.

## Geschichte
Die Spielvereinigung 1912/29 e. V. entstand am 9. Juni 1955, als der Spielverein 1912 mit TuS Blau-Weiß 1929 fusionierte. Die Blütezeit des neuen Vereins begann in den 1970er Jahren als der ehemalige Bundesligaspieler von Borussia Dortmund, Dieter „Hoppi“ Kurrat als Spielertrainer zu dem Verein stieß. In der Saison 1973/74 spielten die Holzwickeder erstmals in der Verbandsliga Westfalen (Staffel 2), der damals höchsten Spielklasse im Amateurfußball und belegten Platz 8. Sportlicher Höhepunkt des Vereins war die Saison 1975/76. Der SV Holzwickede wurde Meister der Staffel 2 der Verbandsliga, nachdem man sich gegen die punktgleiche Mannschaft von Rot-Weiß Lüdenscheid im entscheidenden Spiel um den Staffelsieg mit 3:2 durchgesetzt hatte. In zwei Entscheidungsspielen um die Westfalenmeisterschaft unterlag man dem Sieger der Staffel 1, dem SC Herford jedoch mit 1:3 in Herford und 1:2 in Holzwickede und verpasste somit den Einzug in die Aufstiegsrunde zur 2. Bundesliga. Dafür konnte man an der Deutschen Amateurmeisterschaft teilnehmen und diesen Wettbewerb am 27. Juni 1976 mit einem 1:0-Finalsieg vor nur 750 Zuschauern in Oldenburg über den Titelverteidiger VfR Bürstadt für sich entscheiden. Das entscheidende Tor erzielte der erst sechs Minuten zuvor eingewechselte Rolf Weltmann in der Nachspielzeit.
Nach diesem Erfolg beendete Kurrat, der bis zum Ende der Saison 1977/78 Trainer blieb, seine Spielerkarriere und der Verein konnte an die Leistungen aus der Saison 1975/76 nicht mehr anknüpfen. In der Saison 1981/82 stieg man aus der inzwischen eingleisigen Amateur-Oberliga Westfalen ab. 1993/94 gelang dem Verein noch einmal für ein Jahr die Rückkehr in die Drittklassigkeit, jedoch konnte man sich nicht für die wiedereingeführte – nunmehr drittklassige – Regionalliga qualifizieren und spielte in der viertklassigen Oberliga Westfalen weiter. Auch aus dieser Spielklasse musste man 1997 absteigen. Seitdem war der Verein nur noch in den unteren Ligen des westfälischen Amateurfußballs vertreten, seit der Saison 2004/05 bis zur Spielzeit 2010/11 in der achtklassigen Bezirksliga Gruppe 8. 2011 gelang den Holzwickedern als souveräner Meister ihrer Bezirksligastaffel der Aufstieg in die Landesliga. In der darauffolgenden Spielzeit 2011/12 wurde der SV Holzwickede auf Anhieb Meister der Landesligastaffel 5 und schaffte damit den zweiten Aufstieg in Folge. 2012/13 traten die Holzwickeder damit in der sechstklassigen Westfalenliga an, in der man am letzten Spieltag der Saison mit einem 1:1-Unentschieden gegen den direkten Mitkonkurrenten TuS Eving-Lindenhorst den Klassenerhalt sicherte.
Zum 1. Juli 2015 fusionierte die SV Holzwickede mit der SG Holzwickede zum Holzwickeder SC.

## Stadion
Das Montanhydraulik-Stadion (ehemals Emscherstadion) bietet 5.000 Zuschauern Platz. Es besitzt sowohl eine überdachte Haupttribüne mit Sitzplätzen sowie eine gestufte Gegengerade. 1999 war das Stadion Austragungsort des Fußballländerspiels der Frauen zwischen Deutschland und China.

## Persönlichkeiten
- Marco Antwerpen
- Horst Bertram
- Gerhard Cyliax
- Semir Devoli
- Hermann Erlhoff
- Stefan Fengler
- Abdul Iyodo
- Mehmet Kara
- Dieter Kurrat
- Helmut Lausen
- Reinhold Mathes
- Kurtulus Öztürk
- Ingo Peter
- Giuseppe Reina
- Marcel Stutter

## Erfolge
- Deutscher Amateurmeister: 1976
- Vize-Westfalenmeister: 1976

## Trivia
Im Film Bang Boom Bang – Ein todsicheres Ding spielt Til Schweiger in einer Nebenrolle einen Spieler der SV Holzwickede.